# بوئینگ ۷۳۷ ای‌ئی‌دابلیو و سی
بوئینگ ۷۳۷ ای‌ئی‌دابلیو و سی (به انگلیسی: Boeing 737 AEW&C) یک هواپیمای ساختِ بوئینگ در کشور ایالات متحده آمریکا است. نخستین استفاده‌کنندهٔ این هواپیما نیروی هوایی سلطنتی استرالیا بوده‌است. این هواپیما در ۲۰۰۴ میلادی نخستین پرواز خود را انجام داد.